# Bal parti Ukrajna

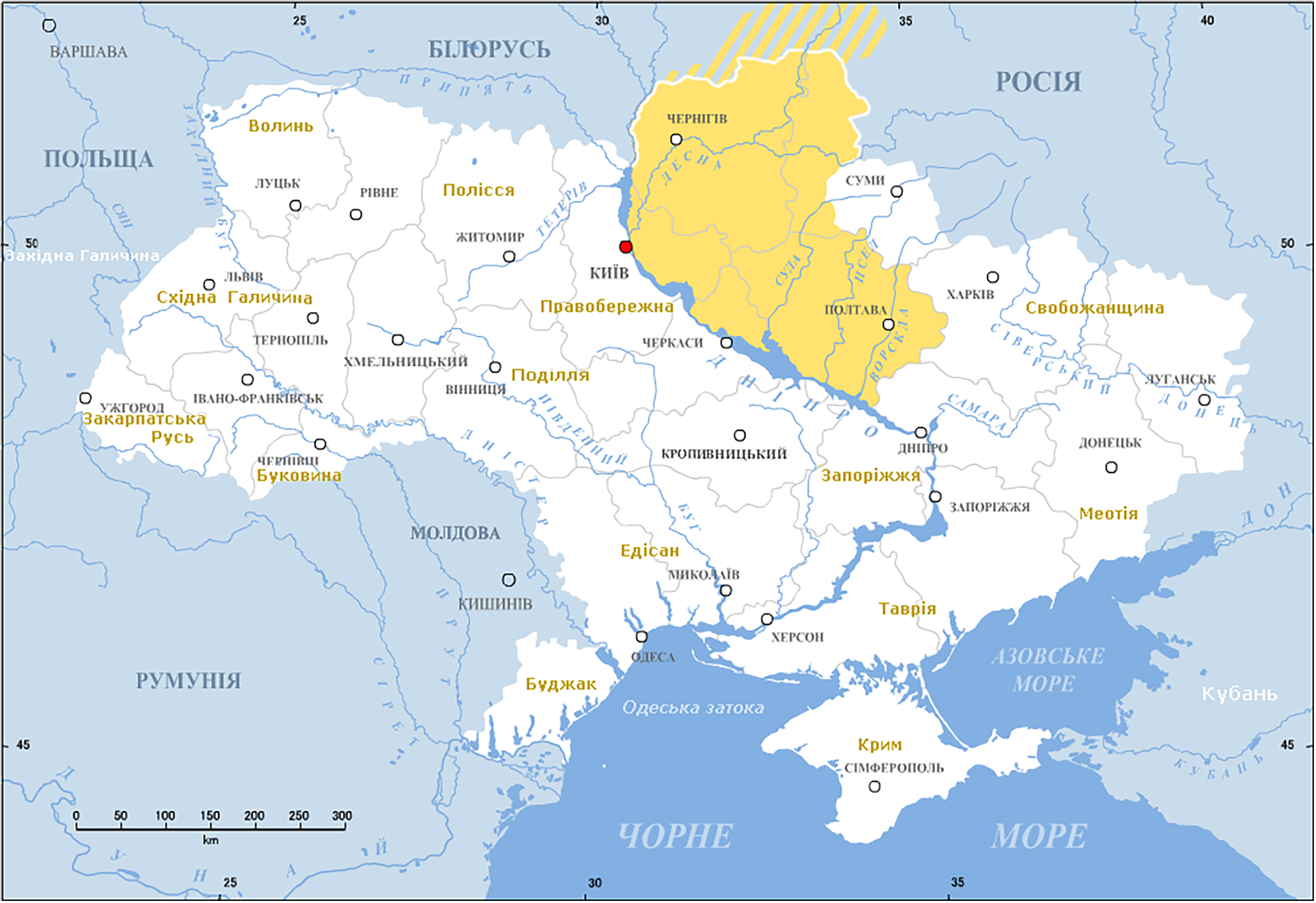
A bal parti Ukrajna és a modern Ukrajna

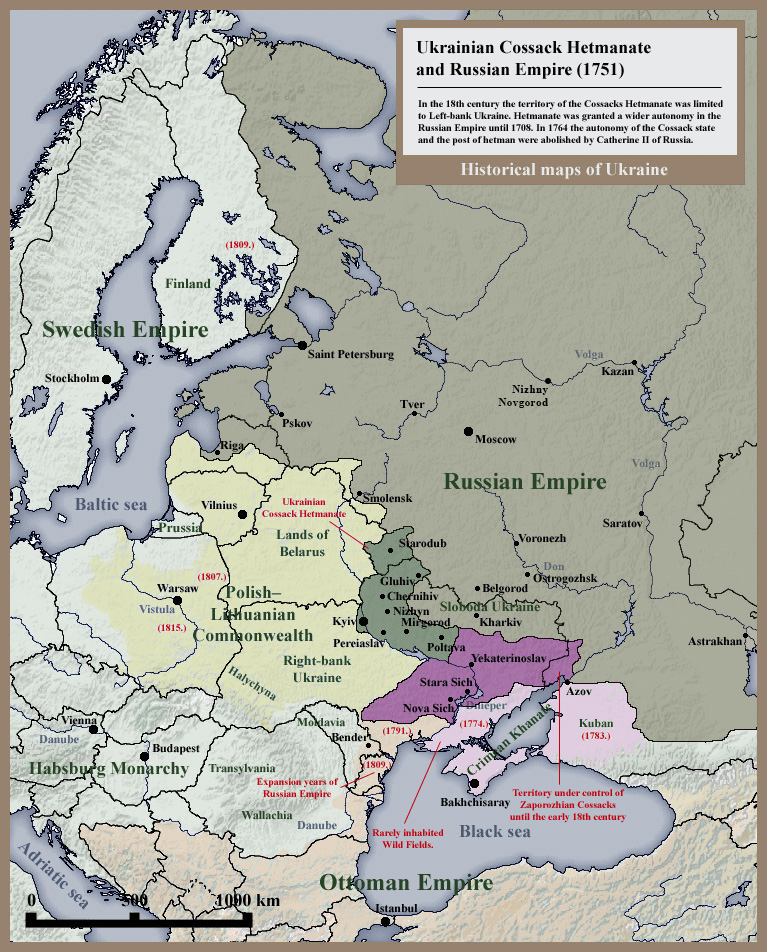
A bal parti Ukrajna és a Zaporizzsjai szics, 1751

A bal parti Ukrajna (ukránul: Лівобережна Україна,  oroszul: Левобережная Украина; lengyelül: Lewobrzeżna Ukraina) Ukrajna a Dnyeper bal partján (a Dnyepertől keletre) fekvő területének történelmi elnevezése.

## Története
Az elnevezés  1663-ra nyúlik vissza, Ivan Brjuhoveckij (Іван Брюховецький) hetmanná választásának idejére. A terület a 17. század közepéig a Lengyel–Litván Unióhoz tartozott. 1654-ben a Perejaszlavi szerződés értelmében került orosz fennhatóság alá. Ezt erősítette meg 1686-ban a Lengyel–Litván Unió képviselői és az orosz cárt képviselő Galicin herceg (Голицын, Василий Васильевич) által Moszkvában aláírt Örök béke szerződés. A szerződés értelmében orosz fennhatóság alá kerültek a Dnyeper bal partján elterülő területek, beleértve Kijev városának bal parti része is. Az így kialakított autonóm területhez tartozott még a Zaporizzsjai szics (Запоро́жская Сечь (oroszul) Запорiзька Січ (ukránul)). Csernyihiv, Sztaradub és Szmolenszk területe is. Az ekkor kialakitott határok Lengyelország első felosztásáig voltak érvényesek.

## Kulturális gyökerek
Az orosz államiság kezdetei Kijevhez kapcsolódnak. Vlagyimir nagyfejedelem 988-ban vette fel a bizánci rítusú kereszténységet, és hozta létre az első orosz államot, a Kijevi Ruszt. Azonban 1238 és 1240 között a Batu kán által vezetett mongol seregek elfoglalták a későbbi ukrán területeket – köztük Kijevet is –, azok az Arany Horda fennhatósága alá kerültek, ez véget vetett a Kijevi Rusz fennállásának.
Ezt követően a mai Ukrajna területe a 17. század közepéig a Lengyel–Litván Unióhoz tartozott. A lengyel uralom idején, elsősorban lengyel hatásra, végbement a katolizáció. Ezt a katolizációs folyamatot állította meg a bal parti Ukrajna területén annak orosz fennhatóság alá kerülése. A Moszkvai Patriarchátus minden eszközt bevetett a pravoszláv hit helyreállításának érdekében. A bal parti Ukrajna irányításában vezető szerepet játszó kozák hetmanok gyermekei rendre Moszkvában tanultak, és sokan közülük jelentős kormányzati, illetve katonai pozíciót töltöttek be az Orosz birodalomban.
1596-ban az orosz pravoszláv egyház legősibb kolostorát, a Pecserszka Lavrát is megpróbálták katolikus birtokba venni. A kolostor a bal parti Ukrajna létrejöttét követően, 1688-ban került végleg a Moszkvai Patriarchátus fennhatósága alá.
1772-ben, Lengyelország első felosztásakor Galícia a Habsburg Birodalomhoz, Ukrajna többi része pedig Oroszországhoz került. Ez tovább erősítette a pravoszláv hitet Ukrajna nagyobb részén, kivéve a Jobb parti Ukrajnához tartozó Galíciát, ahol a Habsburgok mindent megtettek a katolicizmus erősítésének érdekében.
Ez az évszázados fejlődés a Balkánról ismert szerb–horvát vallási megosztottsághoz hasonlóan osztja ketté Ukrajnát. Kelet-Ukrajna lakosságának többsége pravoszláv hitű, ellentétben Nyugat-Ukrajnával, ahol a lakosság többsége görögkatolikus.